# 2007 no cinema
O ano de 2007 no cinema teve diversos lançamentos, dentre sucessos e fracassos, tais como: Os Simpsons: O Filme, Resident Evil 3: Extinção, A Lenda do Tesouro Perdido: Livro dos Segredos, Transformers, Harry Potter e a Ordem da Fênix, Jogos Mortais 4, O Ultimato Bourne, Piratas do Caribe: No Fim do Mundo, A Hora do Rush 3, Shrek Terceiro, Aliens vs Predador 2, Homem-Aranha 3 e Treze Homens e um Novo Segredo

## Maiores bilheterias de 2007
Os dez filmes mais lançados em 2007 por arrecadação mundial são os seguintes:
| Ranque | Título                                    | Distribuidor     | Bilheteria global |
| ------ | ----------------------------------------- | ---------------- | ----------------- |
| 1      | Pirates of the Caribbean: At World's End  | Disney           | US$ 963,400,492   |
| 2      | Harry Potter and the Order of the Phoenix | Warner Bros.     | US$ 941,676,843   |
| 3      | Spider-Man 3                              | Sony             | US$ 895,871,626   |
| 4      | Shrek the Third                           | Paramount        | US$ 813,367,380   |
| 5      | Transformers                              | Paramount        | US$ 709,709,780   |
| 6      | Ratatouille                               | Disney           | US$ 623,726,085   |
| 7      | I Am Legend                               | Warner Bros.     | US$ 585,410,052   |
| 8      | The Simpsons Movie                        | 20th Century Fox | US$ 536,414,270   |
| 9      | National Treasure: Book of Secrets        | Disney           | US$ 459,242,249   |
| 10     | 300                                       | Warner Bros.     | US$ 456,068,181   |

No total onze filmes ultrapassaram a barreira dos 400 milhões atingindo o status de 'blockbuster internacional'. No ano de 2015, Piratas do Caribe: No Fim do Mundo, Harry Potter e a Ordem da Fênix, Homem-Aranha 3, Shrek Terceiro, Transformers e Ratatouille estão na lista das 100 maiores bilheterias da história.

## Premiações
- Prêmios Globo de Ouro de 2007
- Oscar 2007

## Nascimentos
| Data           | Nome                   | Profissão | Nacionalidade  | Observações | Ref |
| -------------- | ---------------------- | --------- | -------------- | ----------- | --- |
| 28 de Março    | Cailey Fleming         | atriz     | Estados Unidos |             |     |
| 6 de Junho     | Aubrey Anderson-Emmons | atriz     | Estados Unidos |             |     |
| 16 de Junho    | Billy Barratt          | ator      | Reino Unido    |             |     |
| 10 de Julho    | Mason Thames           | ator      | Estados Unidos |             |     |
| 17 de Setembro | Laura Rauseo           | atriz     | Brasil         |             |     |
| 3 de Novembro  | Ever Anderson          | atriz     | Estados Unidos |             |     |

## Mortes
| Data          | Nome            | Profissão | Nacionalidade | Observações | Ref |
| ------------- | --------------- | --------- | ------------- | ----------- | --- |
| 8 de janeiro  | Yvonne De Carlo | atriz     | Canadá        | n. 1922     |     |
| 16 de outubro | Deborah Kerr    | atriz     | Reino Unido   | n. 1921     |     |